# Tsiry Randriantsiferana
Tokinantenaina Tsiry Olivier Randriantsiferana (ur. 5 sierpnia 1996 w Antananarywie) – madagaskarski piłkarz grający na pozycji lewoskrzydłowego. Od 2021 jest zawodnikiem klubu Fosa Juniors FC.

## Kariera klubowa
Swoją karierą piłkarską Randriantsiferana rozpoczął w klubie Ajesaia. W 2014 zadebiutował w nim w pierwszej lidze madagaskarskiej. W 2021 przeszedł do Fosa Juniors FC. W sezonie 2022/2023 wywalczył z nim mistrzostwo kraju.

## Kariera reprezentacyjna
W reprezentacji Madagaskaru Randriantsiferana zadebiutował 12 lipca 2022 roku w przegranym 0:2 meczu COSAFA Cup 2022 z Namibią, rozegranym w Umlazi.